# Camille Rast
Camille Rast (Vétroz, 9 luglio 1999) è una sciatrice alpina svizzera, campionessa del mondo nello slalom speciale a Saalbach-Hinterglemm 2025.

## Biografia
Camille Rast ha debuttato nel Circo bianco nel novembre del 2015 disputando uno slalom speciale a Diavolezza, valido come gara FIS. In Coppa Europa ha esordito il 5 gennaio 2016 a Zinal in slalom gigante, classificandosi 40ª, e ha conquistato il suo primo podio l'8 dicembre 2016 classificandosi 3ª nello slalom gigante di Kvitfjell. L'esordio in Coppa del Mondo è avvenuto il 22 ottobre 2016 nello slalom gigante di Sölden, nel quale non è riuscita a portare a termine la prima manche.
Ha debuttato ai Campionati mondiali a Sankt Moritz 2017, dove si è classificata 28ª nello slalom gigante e 4ª nella gara a squadre. Il 13 marzo dello stesso anno ha vinto la medaglia d'oro nello slalom speciale ai Mondiali juniores di Åre e il 19 marzo successivo ha ottenuto la sua prima vittoria in Coppa Europa, a San Candido in slalom speciale; l'8 febbraio 2018 ha vinto la medaglia d'oro nella gara a squadre ai Mondiali juniores di Davos. Il 19 febbraio 2019 si è aggiudicata la medaglia d'argento nello slalom gigante ai Mondiali juniores della Val di Fassa.
Ai Mondiali di Cortina d'Ampezzo 2021 si è classificata 8ª nello slalom speciale, 4ª nella gara a squadre e non si è qualificata per la finale nello slalom parallelo, ai XXIV Giochi olimpici invernali di Pechino 2022, suo esordio olimpico, si è piazzata 16ª nello slalom gigante e 7ª nello slalom speciale e ai Mondiali di Courchevel/Méribel 2023 è stata 14ª nello slalom gigante, 27ª nello slalom speciale e 12ª nel parallelo; il 23 novembre 2024 ha conquistato il primo podio individuale in Coppa del Mondo nello slalom speciale di Gurgl (3ª), il 1º dicembre successivo ha colto la prima vittoria, nello slalom speciale di Killington, e ai successivi Mondiali di Saalbach-Hinterglemm 2025 si è aggiudicata la medaglia d'oro nello slalom speciale e si è piazzata 11ª nello slalom gigante e 7ª nella combinata a squadre. Al termine di quella stagione 2024-205 si è piazzata 3ª nella Coppa del Mondo di slalom speciale.

## Palmarès

### Mondiali
- 1 medaglia:
  - 1 oro (slalom speciale a Saalbach-Hinterglemm 2025)

### Mondiali juniores
- 3 medaglie:
  - 2 ori (slalom speciale a Åre 2017; gara a squadre a Davos 2018)
  - 1 argento (slalom gigante a Val di Fassa 2019)

### Coppa del Mondo
- Miglior piazzamento in classifica generale: 6ª nel 2025
- 4 podi (1 in slalom gigante, 3 in slalom speciale):
  - 2 vittorie (in slalom speciale)
  - 2 terzi posti (1 in slalom gigante, 1 in slalom speciale)

#### Coppa del Mondo - vittorie
| Data             | Località   | Paese       | Specialità |
| ---------------- | ---------- | ----------- | ---------- |
| 1º dicembre 2024 | Killington | Stati Uniti | SL         |
| 14 gennaio 2025  | Flachau    | Austria     | SL         |

Legenda:

SL = slalom speciale

#### Coppa del Mondo - gare a squadre
- 1 podio:
  - 1 secondo posto

### Coppa Europa
- Miglior piazzamento in classifica generale: 9ª nel 2017
- 6 podi:
  - 2 vittorie
  - 2 secondi posti
  - 2 terzi posti

#### Coppa Europa - vittorie
| Data             | Località    | Paese  | Specialità |
| ---------------- | ----------- | ------ | ---------- |
| 19 marzo 2017    | San Candido | Italia | SL         |
| 12 dicembre 2021 | Andalo      | Italia | GS         |

Legenda:

GS = slalom gigante

SL = slalom speciale

### South American Cup
- Miglior piazzamento in classifica generale: 26ª nel 2024
- 2 podi:
  - 2 secondi posti

### Campionati svizzeri
- 5 medaglie:
  - 2 ori (slalom gigante nel 2019; slalom gigante nel 2021)
  - 1 argento (supergigante nel 2024)
  - 2 bronzi (slalom gigante, slalom speciale nel 2017)